# Priscilla Welch
Priscilla June Welch (Bedford, 22 november 1944) is een voormalige Britse marathonloopster. Ze nam eenmaal deel aan de Olympische Spelen en werd bij die gelegenheid zesde.

## Loopbaan
Welch, die meer dan zeventien jaar als communicatie-officier bij de Britse marine werkte, kende een zeer uitzonderlijke atletiekcarrière. Ze startte pas op 35-jarige leeftijd met hardlopen, nadat ze in de voorafgaande jaren een verstokt rookster was geweest, die een pakje sigaretten per dag rookte. Ze is met name bekend vanwege de snelle marathons die ze liep, nadat ze de leeftijd van 40 jaar reeds was gepasseerd.
Ze won in 1983 de marathon van Enschede in een tijd van 2:36.32.
Priscilla Welch kwalificeerde zich in 1984 voor het Brits Olympisch team door de marathon van Londen in 2:30.06 te lopen. Op de Olympische Spelen van Los Angeles in 1984 behaalde ze een zesde plaats in een tijd van 2:28.54. Op 18 maart 1984 won ze de halve marathon van Bath in 1:11.53.
In 1987 brak ze het wereldrecord voor de masters met een tijd van 2:26.51 in de marathon van Londen. In datzelfde jaar won ze de New York City Marathon in een tijd van 2:30.17. Hiermee is ze nog altijd de oudste marathondeelnemer die ooit in New York won.
Welch ging door met hardlopen, totdat in 1992 bij haar borstkanker werd geconstateerd. Ze woont tegenwoordig in Bend, Oregon.
Welch was aangesloten bij Nuneaton Harriers.

## Titels
- AAA-kampioene 10.000 m - 1984

## Persoonlijk records
| Onderdeel | Prestatie | Datum           | Plaats       |
| --------- | --------- | --------------- | ------------ |
| 10.000 m  | 33.34,7   | 2 juni 1984     | Birmingham   |
| 10 km     | 32.14     | 23 maart 1985   | Mobile       |
| 15 km     | 49.35     | 9 maart 1985    | Jacksonville |
| 20 km     | 1:08.48   | 15 juli 1984    | Ames         |
| 25 km     | 1:26.31   | 13 januari 1985 | Mitcham      |
| marathon  | 2:26.51   | 10 mei 1987     | Londen       |

## Palmares

### 5000 m
- 1986:  Clearwater Meeting - 16.13

### 10.000 m
- 1984:  AAA-kamp. - 34.00,5

### 5 km
- 1985:  Philharmonic in Boulder - 16.46
- 1989:  Love Run in Gainesville - 17.05
- 1995: 5e Twin Cities in St Paul - 18.19

### 10 km
- 1984: 4e Peachtree Road Race in Atlanta - 33.17
- 1984: 4e Dr Scholl's Pro Comfort in Dana Point - 33.48
- 1984:  Wendy's Classic in Bowling Green - 33.05
- 1984:  Braintree Hospital - 33.25
- 1985: 4e Orange Bowl in Miami - 33.43
- 1985:  Florida Derby Festival in Hallandale - 32.40
- 1985:  Continental Homes in Phoenix - 32.25
- 1985:  Azalea Trail in Mobile - 32.14
- 1985: 4e Boston Milk Run - 32.54
- 1985:  SportsMed in South Bend - 32.41
- 1986: 4e Miami Orange Bowl - 33.08
- 1986:  Hallandale Rotary - 33.46
- 1986:  Steamboat in Steamboat Springs - 36.22
- 1986:  New Times Connecticut Classic in Danbury - 34.33
- 1987: 5e Bob Hasan Bali - 34.37
- 1987:  Orange Classic in Middletown - 34.10
- 1987:  Heartland Hustle in Davenport - 32.43
- 1988: 4e Orange Classic in Middletown - 35.57
- 1988:  Heartland Hustle in Davenport - 34.28
- 1988:  Zoo Run in Denver - 34.27
- 1989: 4e Charlotte Observer - 35.06
- 1989:  Nissan Maryland Festival in Baltimore - 33.08
- 1990:  Pointe-to-Pointe in Toronto - 34.41
- 1990: 4e Tufts Health Plan in Boston - 34.02
- 1991: 4e Charlotte Observer - 34.38
- 1991: 4e Alamo Heart Run in Ft Lauderdale - 34.55

### 15 km
- 1984: 5e Cascade Run Off in Portland - 50.33
- 1985:  Jacksonville River Run - 49.35
- 1986:  Red Lobster in Orlando - 52.40
- 1986: 4e Gasparilla Distance Classic in Tampa - 50.25
- 1986:  La Carrera de Mexico Neuvo in Mexico City - 1:01.04

### 10 Eng. mijl
- 1986:  Run for the Roses - 57.54
- 1986: 5e Bobby Crim - 57.40
- 1986:  Virginia - 56.49
- 1987: 4e Nike Cherry Blossom - 53.51
- 1987:  Bobby Crim - 55.38
- 1987:  Virginia - 56.07
- 1989: 5e Crim Road Race - 55.18

### 20 km
- 1984:  Midnight Madness in Ames - 1:08.48
- 1985:  Elby's Distance Race in Wheeling - 1:13.46
- 1985:  Midnight Madness in Ames - 1:10.41
- 1987:  Lasse Viren in Point Mugu - 1:12.08

### halve marathon
- 1984:  halve marathon van Bath - 1:11.53
- 1984:  halve marathon van Oslo - 1:11.04
- 1985:  halve marathon van Boulder - 1:17.04
- 1985: 5e Philadelphia Distance Run - 1:13.07
- 1986:  halve marathon van Kansas City - 1:15.34
- 1988: 4e halve marathon van Albuquerque - 1:17.54
- 1990: 7e Philadelphia Distance Run - 1:13.22

### 25 km
- 1985:  Mitcham - 1:26.31

### marathon
- 1981: 18?e marathon van Londen - 2:59.00
- 1981:  marathon van Aberdeen - 3:08.55
- 1981:  marathon van Glasgow - 2:55.15 (1e overall)
- 1982: 21e marathon van Londen - 2:53.36
- 1982:  Schots kamp. in Grangemouth - 2:55.59
- 1982:  marathon van Bolton - 2:56.19
- 1982:  marathon van Aberdeen - 2:55.59
- 1982:  marathon van Glasgow - 2:46.58
- 1983: 10e Londen Marathon - 2:39.29
- 1983: 4e Europacup in Laredo - 2:42.23
- 1983:  marathon van Enschede - 2:36.32
- 1983:  New York City Marathon - 2:32.31
- 1984: 6e marathon van Osaka - 2:37.19
- 1984:  Londen Marathon - 2:30.06
- 1984: 6e OS - 2:28.54
- 1984:  marathon van Columbus - 2:34.04
- 1985: 4e marathon van Pittsburgh - 2:34.35
- 1985: 4e marathon van Columbus - 2:38.06
- 1985: 5e New York City Marathon - 2:35.30
- 1986:  marathon van Pittsburgh - 2:41.25
- 1986:  Chicago Marathon - 2:31.14
- 1987: 6e marathon van Nagoya - 2:38.51
- 1987:  Londen Marathon - 2:26.51
- 1987:  New York City Marathon - 2:30.17
- 1988: 4e Boston Marathon - 2:30.48
- 1988:  marathon van Honolulu - 2:43.20
- 1989: 7e Boston Marathon - 2:35.00
- 1989: 12e marathon van New York - 2:36.15
- 1991: 11e marathon van Los Angeles - 2:40.20

### veldlopen
- 1988:  High Altitude Challenge in Boulder - 28.24